# 3×3 Eyes
3×3 Eyes (в японском произносится как «глаза садзан») — манга, созданная известным художником Юдзо Такадой. Является его самой успешной работой и состоит из 40 томов, выходивших начиная с 1987 года и вплоть до 2002-го. В 1993 году манга получила премию издательства «Коданся» как лучшая сёнэн-манга.
По манге было снято два сезона OVA-аниме, выпущеных в 1991 и 1995 годах. Первый сезон состоял из четырёх 30-минутных серий, а второй — из трёх 45-минутных. Их сюжет совпадает с 5-ю первыми томами манги.
Манга продана тиражом более 33 миллионов копий.
«Садзан» это японское название для 3×3 в таблице умножения. Также это самая ближайшая возможная запись японской каной английского слова southern (в переводе с англ. — «южный»), а любимой группой художника является Southern All Stars, чьё название часто сокращают до Southern / «Садзан».

## Сюжет
Манга рассказывает о приключениях девушки Пай — последней представительницы древней расы бессмертных Сандзиян Ункара (яп. 三只眼 吽迦羅) и простого японского парня Фудзии Якумо, который пытается заставить забыть Пай о её тёмном и печальном прошлом.
Пай отправляется в Токио в поисках артефакта, но вскоре после прибытия её обкрадывают. Молодой парень Якумо приходит ей на помощь и возвращает вещи, но вор успевает скрыться с посохом Пай. Вскоре выясняется, что Якумо сын археолога, с которым Пай познакомилась 4 года назад на Тибете и который обещал ей помочь, но вскоре заболел и умер. У Пай в рюкзаке было его последнее письмо сыну, в котором отец просил Якумо помочь Пай с её поисками.
Вор случайно освободил из посоха Такухи, питомца Пай, огромную птицу, которая своим появлением перепугала весь город. Из-за недопонимания Якумо попытался защитить Пай от её питомца, но в итоге сам был убит. Используя свой третий глаз, Пай спасла ему жизнь, связав его жизнь со своей и сделав его своим немертвым слугой. Вместе они продолжают искать Нинген, артефакт, способный сделать их обоих людьми. В этом им мешают орды монстров и демонов из мира теней, часть из которых охотится за силой Пай, а часть — за артефактом для своих целей. В том числе на их пути встают слуги Кайянвана, мёртвого тёмного бога, желающие воскресить своё божество и/или получить бессмертие.

## Персонажи
Пай Аянакодзи (яп. 綾小路 パイ Аяноко:дзи Пай, Парвати IV (яп. パールバティー四世 Па:рубати: Ёнсэй)) — последняя оставшаяся в живых из расы Сандзиян Ункара, которая была обнаружена отцом Якумо на Тибете. Она носит традиционную тибетскую одежду. Как это обычно было с представителями её расы, у неё было раздвоение личности. Тем не менее, Пай никогда не показывала, что и у неё есть истинное раздвоение личности. Её первая личность и есть та самая Пай — имеет вид нормальной девушки, веселой и наивной. Вторая личность, Парвати IV, как правило, возникает тогда, когда Пай беззащитна и жизнь её под угрозой. В состоянии Парвати у девушки открывается третий глаз на лбу, который обычно закрыт, а сила магии возрастает во много раз, но быстро истощается. Её раздвоение личности может служить отсылкой к индуистской богине Парвати, у которой так же есть множество различных воплощений. В 32-м томе появляется её клон — Кали. В мифологии Кали — жестокая и кровожадная богиня разрушения, одна из воплощений Парвати.
Сэйю: Мэгуми Хаясибара
Якумо Фудзии (яп. 藤井 八雲 Фудзии Якумо) — главный герой, немёртвый слуга Пай. Был смертельно ранен и его душа была соединена с душой Пай. С тех пор стал бессмертным как и сама девушка. Его можно ранить, он чувствует боль, но его нельзя убить. Он регенерирует любые раны.
 Его отец, профессор Фудзии, был археологом, посетившим Тибет и изучавшим легенды о бессмертной расе Сандзиян. Там он встретил Пай, и дал обещание помочь ей стать человеком. Однако заболел, находясь в китайской провинции Юньнань, и вскоре умер. Незадолго до смерти отец написал письмо сыну с просьбой помочь Пай вместо него. Якумо старается выполнить просьбу отца.
Сэйю: Кодзи Цудзитани
Такухи (яп. 橐𩇯 или タクヒ) — питомец Парвати. Огромная птица, ответственная за события, приведшие к превращению Якумо в немёртвого. Такухи был убит одним из последователей Кайянвана во время поисков Стива Лонга и Мей Линь Линь.
Джейк Макдональд — охотник за сокровищами, разыскивающий секрет бессмертия, хранимый сандзиянами.
Сэйю: Хотю Оцука
Хан Хазрат (яп. ハズラット・ハーン Хадзуратто Ха:н) — магический торговец, родом из Пакистана. Способен использовать магию для защиты от демонов. Он впервые появляется в 7-м томе манги. В конце концов влюбляется в Ёко Аянокодзи.
Сэйю: Томохиро Нисимура
Ёко Аянокодзи (яп. 綾小路 葉子 Аяноко:дзи Ё:ко, Хоасио (яп. 化蛇 Хо:асио)) — демон-змея, оказавшаяся запечатанной в теле Парвати в 3-5-х томах; позже она вернулась в новом воплощении в 12-м томе. Силы демона позволяют ей управлять водой по своему желанию. В конце влюбилась в Хана Хазрата.
Кайянван (яп. 鬼眼王 Кайянван, /Шива) — самый могущественный из сандзиян. Его амбиции втянули его в войну против собственного народа. В итоге был запечатан Парвати IV. Имена Шивы и Кайявана, как правило, используются в основном как синонимы, но вернее они представляют собой две стороны одного и того же человека. Личность Шивы была принесена в жертву за несколько столетий до начала истории манги, чтобы помешать Кайявану убить Парвати.
Бенарес (яп. ベナレス Бэнарэсу) — немёртвый слуга Кайявана. После запечатывания его бога он возглавил демонов Каявана. Уже 300 лет ищет способ освободить хозяина. До того, как стать немёртвым, был могущественным драконом, обладал сокрушительной силой и поглощал других демонов. Впитав достаточно силы, смог принять форму гуманоида. Бенарес является крайне влиятельной фигурой в мире демонов не только физически и магически, но и политически.
Сэйю: Акио Оцука